# I Want It All (The Script)
I Want It All is een nummer van de Ierse band The Script uit 2021. Het verscheen als nieuw nummer op hun verzamelalbum Tales from The Script: Greatest Hits.
"I Want It All" gaat over zoeken naar de ideale liefde. Het nummer flopte in thuisland Ierland, maar werd in Nederland en Vlaanderen wel een bescheiden hit. In de Nederlandse Top 40 bereikte het de 32e positie, terwijl het in de Vlaamse Ultratop 50 de 46e positie pakte. Buiten het Nederlandse taalgebied werden geen hitlijsten gehaald.